# Exogone dieteri
Exogone dieteri is een borstelworm uit de familie van de Syllidae. Het lichaam van de worm bestaat uit een kop, een cilindrisch, gesegmenteerd lichaam en een staartstukje. De kop bestaat uit een prostomium (gedeelte voor de mondopening) en een peristomium (gedeelte rond de mond) en draagt gepaarde aanhangsels (palpen, antennen en cirri). De soort werd voor het eerst wetenschappelijk beschreven door San Martin in 2004.